# SAPO (empresa)
SAPO ("Servidor de Apuntadores Portugueses Online") es un Portal de Internet portugués. Fundado en 1995 como un buscador, actualmente provee múltiples servicios de Internet. Es propiedad de la empresa de telecomunicaciones Altice Portugal.

## Historia
SAPO fue creado el 4 de septiembre de 1995 en el centro de informática de la Universidad de Aveiro. El nombre surgió de las siglas del servicio S.A.P (Servidor de Apuntadores Portugueses).
En 1997, la universidad fundó una compañía llamada Navegantes, y SAPO comenzó a formar parte de esta nueva empresa. Fue entonces cuando el portal comenzó a tener una exploración comercial.
Más adelante, en septiembre de 1998, Sable y Láser - Comunicación S.A. de Informática compró SAPO de Navegante. Con Sable y Láser, SAPO puso en marcha nuevos servicios, como una cuenta email libre, compras virtuales y algunas nuevas características para el Search Engine (Motor de búsqueda).
En 1998, debido al aumento del tráfico de datos, SAPO y Telepac firmaron un acuerdo, por el cual Telepac que se convirtió en su nuevo Internet Service Provider (Proveedor de Servicios de Internet).
En septiembre de 1999, La Pinta Multimedia, adquirió el 74,9% de Sable y Láser. Y en marzo del 2000 SAPO fue asignado a PTM.com,Servidor de Apuntadores Portugueses online con el objetivo de ensamblar todo el Internet proyectado solamente en una compañía. La compañía es actualmente retenida al 100% por PTM.com (que pertenece a la telecomunicación de Portugal, después de ser vendida en 2005).
Después de algunas mejoras en infraestructuras y accesos, finalmente en junio de 2002 fue lanzado el servicio de acceso del ADSL, comenzando una era de nuevo contenido para el portal.
El 28 de marzo de 2006 fue lanzado SAPO XL, un proyecto de contenido de banda ancha, cuyo contenido principal consistía en vídeos, televisión en línea y transmisión en tiempo real de eventos.